# Тевенен, Николя-Анри-Мари-Дени
Николя-Анри-Мари-Дени Тевенен (фр. Nicolas Henri Marie Denise Thevenin; род. 5 июня 1958, Сен-Дизье, Франция) — французский прелат и ватиканский дипломат. Апостольский протонотарий de numero с 8 января 2010 по 15 декабря 2012. Титулярный архиепископ Эклано с 15 декабря 2012. Апостольский нунций в Гватемале с 5 января 2013 по 4 ноября 2019. Апостольский нунций в Египте и делегат Святого Престола при Лиге арабских государств с 4 ноября 2019. Апостольский нунций в Омане с 22 мая 2023.

## Ранняя жизнь, образование и священство
Николя-Анри-Мари-Дени Тевенен родился 5 июня 1958 года, в Сен-Дизье, что в департаменте Верхняя Марна, Франция.
Николя Тевенен окончил Коммерческий институт Нанси в 1981 году.
Позднее Тевенен поступил в семинарию Генуи в Италии, в рамках общины Святого Мартина. Тевенен имеет докторскую степень в области канонического права.
Николя Тевенен был рукоположен 4 июля 1989 года в общине Святого Мартина и инкардинирован в архиепархию Генуи. Таинство священства совершил кардинал Джованни Канестри — архиепископ Генуи.

## На дипломатической службе Святого Престола
Николя Тевенен поступил на дипломатическую службу Святого Престола 1 июля 1994 года. Службу проходил последовательно: в Индии, Демократической Республике Конго, Бельгии, Ливане, на Кубе, в Болгарии, а затем поступил на службу в Отдел по отношениям с государствами Государственного секретариата Святого Престола.
Папа римский Иоанн Павел II 8 июля 1995 года, возвёл его в ранг почётного звания Капеллана Его Святейшества (монсеньора), а 4 августа 2004 года, в ранг Почётного прелата Его Святейшества.
В 2006 году, когда кардинал Тарчизио Бертоне был назначен государственным секретарём Святого Престола, Николя Тевенен стал его личным секретарём.
8 января 2010 года он был назначен апостольским протонотарием de numero, и поступил на службу в префектуру Папского Дома.

## Архиепископ и нунций
15 декабря 2012 года Бенедикт XVI назначил Николя Тевенена титулярным архиепископом Эклано и Апостольским нунцием. Тевенен был рукоположен в сан епископа 6 января 2013 года вместе с Георгом Генсвайном, Анджело Винченцо Дзани и Фортунатусом Нвачукву, ординацию возглавил лично Папа Бенедикт XVI, которому помогали соконсекраторы — государственный секретарь Святого Престола кардинал Тарчизио Бертоне и префект Конгрегации католического образования кардинал Зенон Грохолевский.
5 января 2013 года был объявлено, что Николя Тевенен назначен Апостольским нунцием в Гватемалу.
4 ноября 2019 года Папа Франциск назначил Николя Тевенена апостольским нунцием в Египте и делегатом Святого Престола при Лиге арабских государств.
22  мая 2023 года Папа Франциск назначил Николя Тевенена первым апостольским нунцием в Омане, с резиденцией в Каире.

## Награды
Николя Тевенен является кавалером Национального Ордена Почётного легиона (награждение от 14 июля 2010 года).